# Certain Affinity
Certain Affinity är en amerikansk datorspelsutvecklare grundat år 2006 av Max Hoberman och som har sitt huvudkontor i Austin, Texas. Företagets anställda består av före detta arbetare från stora datorspelsföretag, bland annat Bungie, Microsoft, Red Storm, Origin, Electronic Arts, Digital Anvil och NCsoft. Företaget skapades i december 2006.
Företagets ledning har tagit ett långsiktigt synsätt från början. Företaget började först med att skapa två ytterligare multiplayer-banor i Bungies Halo 2 och hjälpte till utveckla Xbox 360-versionen av Valves Left 4 Dead. Senare utvecklade företaget sitt första egna spel, det nedladdningsbara RTS-spelet Age of Booty, med hjälp av Capcom, och samarbetade med Activision med att designa multiplayer-banorna i Call of Duty: World at War.
Under 2010 samarbetade företaget med att designa multiplayer-banorna och multiplayerlägena i Treyarchs Call of Duty: Black Ops. Samma år så har företaget utvecklat ytterligare multiplayer-banor i Bungies Halo Reach.
Under 2011 har Certain Affinity utvecklat ett nytt egetutvecklat spel vid namn Crimson Alliance, som släpptes under hösten. Samma år har företaget hjälpt 343 Industries med att utveckla Halo: Combat Evolved Anniversary till Xbox 360.

## Speltitlar
| Speltitel                        | Datum | Format                                                          |
| -------------------------------- | ----- | --------------------------------------------------------------- |
| Halo 2                           | 2007  | Xbox 360                                                        |
| Age of Booty                     | 2008  | Xbox 360 (XBLA), Playstation 3 (PSN), Microsoft Windows (Steam) |
| Call of Duty: World at War       | 2008  | Xbox 360, Playstation 3, Microsoft Windows                      |
| Left 4 Dead                      | 2008  | Xbox 360                                                        |
| Call of Duty: Black Ops          | 2010  | Xbox 360, Playstation 3, Microsoft Windows                      |
| Halo Reach                       | 2010  | Xbox 360                                                        |
| Crimson Alliance                 | 2011  | Xbox 360 (XBLA)                                                 |
| Halo: Combat Evolved Anniversary | 2011  | Xbox 360                                                        |